# Seznam uměleckých realizací ve veřejném prostoru na Vinohradech (Praha)
Seznam uměleckých realizací na Vinohradech v Praze 1, 2, 3, 4 a 10  obsahuje tvorbu výtvarných umělců umístěnou ve veřejném prostoru v katastrálním území Vinohrady. Seznam je řazen podle ulic a nemusí být úplný.

## Seznam uměleckých realizací
| Název                                  | Fotografie                                                                                  | Lokace                                                          | Autor                                                                        | Rok                     | Popis                          | Poznámka |
| -------------------------------------- | ------------------------------------------------------------------------------------------- | --------------------------------------------------------------- | ---------------------------------------------------------------------------- | ----------------------- | ------------------------------ | --- |
| Fontána s bronzovými plastikami        | Kategorie „Fontána s bronzovými plastikami (Miroslav Beščec)“ na Wikimedia Commons          | Americká 50°4′20,72″ s. š., 14°26′17,78″ v. d.                  | Miroslav Beščec                                                              | 2005                    | fontána                        | odhaleno 30. srpna; křižovatka ulic Americká a Záhřebská |
| Pomník Emila Zátopka                   | Kategorie „Pomník Emila Zátopka (Jaroslav Brož)“ na Wikimedia Commons                       | Benešovská 1925/6 50°4′28,92″ s. š., 14°27′39,07″ v. d.         | Jaroslav Brož (*1935)                                                        | 2002                    | socha; bronz                   | odhalena 22. září před Sazkou, Vysočany, K Žižkovu; od roku 2021 na zahradě sídla Českého olympijského výboru                                                                                       |
| Strom (4)                              | Kategorie „Strom (Josef Mžyk)“ na Wikimedia Commons                                         | Bruselská 298/4 50°4′19,75″ s. š., 14°26′2,98″ v. d.            | Josef Mžyk (*1944)                                                           | 1985                    | malba; polyuretan, hliník      | 4 desky, 1–4 patro |
| Z vlastního rozhodnutí – Memento mori  | Kategorie „Z vlastního rozhodnutí“ na Wikimedia Commons                                     | park Folimanka 50°4′2,3″ s. š., 14°25′50,01″ v. d.              | Krištof Kintera (*1973)                                                      | 2011                    |                                | odhaleno 23. června; pod Nuselským mostem v parku |
| Dvě děti (2†)                          |                                                                                             | park Folimanka 50°4′2,61″ s. š., 14°25′52,17″ v. d.             | Bohumil Zemánek (1942–1996)                                                  | 1982                    | socha, bronz                   | odstraněno z důvodu vandalismu a uloženo v depozitáři Prahy 2; socha Čendy roku 2005, socha Pepiny roku 2006 se zrušením nádrže                                                                     |
| Gymnastka                              | Kategorie „Gymnastka“ na Wikimedia Commons                                                  | park Folimanka 50°4′0,52″ s. š., 14°25′51,35″ v. d.             | Václav Frydecký (1931–2011)                                                  | 1981                    | socha, bronz                   | východní část parku |
| Chrlič (†)                             |                                                                                             | park Folimanka 50°4′2,81″ s. š., 14°25′51,06″ v. d.             | Čestmír Mudruňka (*1935)                                                     | 1981                    | fontána, bronz                 | východní část parku; odstraněno roku 2014 z důvodu vandalismu a uloženo v depozitáři Prahy 2 |
| Medvědi                                | Kategorie „Medvědí rodina“ na Wikimedia Commons                                             | park Folimanka 50°4′1,9″ s. š., 14°25′43,91″ v. d.              | Václav Frydecký (1931–2011)                                                  | 1975                    | socha, pískovec                | západní část parku |
| Skateboardista                         | Kategorie „Skateboardista (Jaroslav Hladký)“ na Wikimedia Commons                           | park Folimanka 50°4′1,38″ s. š., 14°25′48,64″ v. d.             | Jaroslav Hladký (*1942)                                                      | 1982                    | socha, bronz                   | původně východní část parku, roku 2008 převezeno do depozitáře od října 2020 příprava na rekonstrukci a návrat do parku, nově umístěno v srpnu 2022 ve skateparku pod Nuselským mostem              |
| Svlékání                               | Kategorie „Svlékání“ na Wikimedia Commons                                                   | park Folimanka 50°4′3,18″ s. š., 14°25′50,84″ v. d.             | Jiří Kryštůfek (1932–2014)                                                   | 1981                    | socha, bronz                   | východní část parku |
| Fanda, Julie, Milouš                   | Kategorie „Tři (sculptural group in Folimanka)“ na Wikimedia Commons                        | park Folimanka 50°4′1,53″ s. š., 14°25′39,57″ v. d.             | Bohumil Zemánek (1942–1996)                                                  | 1974–1975               | socha, bronz                   | západní část parku, kaskádová brouzdadla a tři sochy dětí |
| Hlavy                                  | Kategorie „Hlavy (Free Mozaik)“ na Wikimedia Commons                                        | Chorvatská 50°4′26,88″ s. š., 14°27′17,11″ v. d.                | Free Mozaik                                                                  | 2014                    | mozaika                        | opěrná zídka |
| Fontána Sjednocená Evropa              | Kategorie „Sjednocená Evropa (fountain)“ na Wikimedia Commons                               | náměstí Jiřího z Poděbrad 50°4′39,21″ s. š., 14°26′58,24″ v. d. | Petr Šedivý (*1948)                                                          | 1981                    | fontána, liberecká žula        | Metro A-Jiřího z Poděbrad před vstupem do metra |
| Jiří z Poděbrad                        | Kategorie „Reliéf krále Jiřího (Jiří Dušek)“ na Wikimedia Commons                           | náměstí Jiřího z Poděbrad 50°4′37,97″ s. š., 14°26′57,02″ v. d. | Jiří Dušek (*1921)                                                           | 1980                    | reliéf, mramorn                | Metro A-Jiřího z Poděbrad vestibul |
| Keramické reliéfy Husitská Praha       | Kategorie „Reliefs in Jiřího z Poděbrad metro station (Lubomír Šilar)“ na Wikimedia Commons | náměstí Jiřího z Poděbrad 50°4′37,97″ s. š., 14°26′57,02″ v. d. | Lubomír Šilar (1932–2016)                                                    | 1980                    | reliéf, keramika               | Metro A-Jiřího z Poděbrad vestibul |
| Obelisk Orionka                        | Kategorie „Obelisk Orionka“ na Wikimedia Commons                                            | Korunní 50°4′31,1″ s. š., 14°27′32,12″ v. d.                    | kámen Ostroměř                                                               | 2010                    | obelisk, hořický pískovec      | křižovatka |
| Basketbalista                          | Kategorie „Basketbalista“ na Wikimedia Commons                                              | Na Folimance 2490/2 50°4′0,6″ s. š., 14°25′55,93″ v. d.         | Zdeněk Němeček (1931–1989)                                                   | 1977                    | socha, bronz                   | sportovní hala Folimanka, před vstupem |
| Košíková                               |                                                                                             | Na Folimance 2490/2 50°4′1,04″ s. š., 14°25′54,55″ v. d.        | Vladimír Preclík (1929–2008)                                                 |                         | železo                         | sportovní hala Folimanka |
| Milníky (†)                            |                                                                                             | Na Folimance 2490/2 50°4′0,86″ s. š., 14°25′56,67″ v. d.        | Zdena Fibichová (1933–1991)                                                  | 1977–1978               | socha                          | sportovní hala Folimanka, přístupová cesta |
| Pomník bratří Čapků                    | Kategorie „Monument to Josef and Karel Čapek by Pavel Opočenský“ na Wikimedia Commons       | Náměstí Míru 50°4′32,59″ s. š., 14°26′11,18″ v. d.              | Pavel Opočenský (*1954)                                                      | 1995                    | žula; 3 m                      | park |
| Radostný život (Alegorie Míru)         | Kategorie „Dívka s holubicí by Jiří Kryštůfek“ na Wikimedia Commons                         | Náměstí Míru 50°4′30,43″ s. š., 14°26′13,51″ v. d.              | Jiří Kryštůfek (1932–2014)                                                   | 1979                    | socha, bronz                   | Metro A-Náměstí Míru jižně od chrámu svaté Ludmily |
| Světelný objekt (†)                    |                                                                                             | Náměstí Míru 50°4′30,41″ s. š., 14°26′14,94″ v. d.              | Václav Cigler (*1929)                                                        | 1978                    | osvětlení; sklo, kov           | Metro A-Náměstí Míru vestibul, odstraněno 1998 |
| Dívka s obručí                         | Kategorie „Dívka s obručí (Ladislav Kovařík)“ na Wikimedia Commons                          | Riegrovy sady 50°4′46,5″ s. š., 14°26′36,86″ v. d.              | Ladislav Kovařík (*1932)                                                     | 1960                    | socha; bronz, pískovec         | poblíž ulice Chopinova |
| Památník 150 let Sokola                | Kategorie „Památník 150 let Sokola (Vinohrady)“ na Wikimedia Commons                        | Riegrovy sady 50°4′43,15″ s. š., 14°26′32,55″ v. d.             | Karel Holub Petr Holub                                                       | 2012                    | kov                            | odhaleno 8. října; park před sokolovnou |
| Pomník Františka Ladislava Riegera     | Kategorie „Statue of František Ladislav Rieger in Riegrovy sady“ na Wikimedia Commons       | Riegerovy sady 50°4′46,02″ s. š., 14°26′16,69″ v. d.            | Josef Václav Myslbek (1848–1922)                                             | 1913                    | pomník, socha; bronz           | park |
| Fontána s levitující koulí (†)         | Kategorie „Ivo Loos's fountain in Transgas“ na Wikimedia Commons                            | Rubešova 50°4′41,41″ s. š., 14°25′58,07″ v. d.                  | Ivo Loos (1934–2009)                                                         | 1978                    | fontána                        | Transgas zaniklo 2019 |
| Had                                    | Kategorie „Had (Free Mozaik)“ na Wikimedia Commons                                          | Slovenská 50°4′21,53″ s. š., 14°26′57,23″ v. d.                 | Free Mozaik (Tereza Podová, Jan Pancíř)                                      | 2014                    | mozaika                        | u Šalounova ateliéru |
| Unavená                                | Kategorie „Unavená (Jaroslav Hladký)“ na Wikimedia Commons                                  | Slovenská 2205/2 50°4′21,24″ s. š., 14°26′53,09″ v. d.          | Jaroslav Hladký (*1942)                                                      | 1987                    | socha, bronz                   | Sportovní hala Bohemians, před vstupem |
| Dvě ženy                               | Kategorie „Dvě ženy (Jaroslav Kolovrat)“ na Wikimedia Commons                               | Šrobárova 1150/50 50°4′29,98″ s. š., 14°28′44,59″ v. d.         | Jaroslav Kolomazník (Jaroslav Kolovrat) (*1935)                              | 1985                    | socha; pískovec, travertin     | Fakultní nemocnice Královské Vinohrady před budovou Kliniky popáleninové medicíny |
| Květ                                   | Kategorie „Květ (Lubomír Růžička)“ na Wikimedia Commons                                     | Šrobárova 1150/50 50°4′28,85″ s. š., 14°28′38,35″ v. d.         | Lubomír Růžička (*1938)                                                      | 1987                    | socha, pískovec                | Fakultní nemocnice Královské Vinohrady před budovou LDN |
| Zmrzlinové snění                       | Kategorie „Zmrzlinové snění (Ondřej Doležal)“ na Wikimedia Commons                          | Šrobárova 50°4′30,17″ s. š., 14°28′37,12″ v. d.                 | Ondřej Doležal                                                               | 2007                    | socha, pískovec                | areál FN Královské Vinohrady; 15. ročník Mezinárodního sochařského sympozia ČR 2007, Vejprty |
| Chvíle radosti                         | Kategorie „Chvíle radosti (Václav Krob)“ na Wikimedia Commons                               | Šrobárova 50°4′29,77″ s. š., 14°28′38,33″ v. d.                 | Václav Krob (*1958)                                                          | 2007                    | socha, pískovec                | areál FN Královské Vinohrady; 15. ročník Mezinárodního sochařského sympozia ČR 2007, Vejprty |
| Maybe?                                 | Kategorie „Maybe? (Frank Rasbach)“ na Wikimedia Commons                                     | Šrobárova 50°4′33,11″ s. š., 14°28′31,74″ v. d.                 | Frank Rasbach                                                                | 2007                    | socha, pískovec                | areál FN Královské Vinohrady, před pavilonem C; 15. ročník Mezinárodního sochařského sympozia ČR 2007, Vejprty                                                                                      |
| Stydlivá                               | Kategorie „Stydlivá (Perin Sprecher )“ na Wikimedia Commons                                 | Šrobárova 50°4′33″ s. š., 14°28′36,84″ v. d.                    | Perin Sprecher                                                               | 2007                    | socha, pískovec                | areál FN Královské Vinohrady, před pavilonem H; 15. ročník Mezinárodního sochařského sympozia ČR 2007, Vejprty                                                                                      |
| Únos Evropy                            | Kategorie „Únos Evropy (Rolf Sprecher)“ na Wikimedia Commons                                | Šrobárova 50°4′34,15″ s. š., 14°28′30,02″ v. d.                 | Rolf Sprecher                                                                | 2007                    | socha; pískovec, zlacení       | areál FN Královské Vinohrady, před pavilonem L; 15. ročník Mezinárodního sochařského sympozia ČR 2007, Vejprty                                                                                      |
| Oratorium                              | Kategorie „Oratorium (Alan Ward)“ na Wikimedia Commons                                      | Šrobárova 50°4′29,47″ s. š., 14°28′35,99″ v. d.                 | Alan Ward                                                                    | 2007                    | socha; pískovec, zlacení       | areál FN Královské Vinohrady, u pavilonu J; 15. ročník Mezinárodního sochařského sympozia ČR 2007, Vejprty                                                                                          |
| Kůzle                                  | Kategorie „Kůzle (Šrobárova)“ na Wikimedia Commons                                          | Šrobárova 50°4′30,59″ s. š., 14°28′35,2″ v. d.                  | neuveden                                                                     | 2007                    | socha; pískovec, zlacení       | areál FN Královské Vinohrady; 15. ročník Mezinárodního sochařského sympozia ČR 2007, Vejprty |
| Jeřáb (†)                              |                                                                                             | Tylovo náměstí 50°4′28,99″ s. š., 14°25′56,23″ v. d.            | Jiří Novák (1922–2010)                                                       | 1959                    | socha, laminát                 | součást fontány |
| Rostlinné motivy                       | Kategorie „Rostlinné motivy (Petr Svoboda)“ na Wikimedia Commons                            | Vinohradská 50°4′40,48″ s. š., 14°27′39,96″ v. d.               | Petr Svoboda (1942–1984)                                                     | 1980                    | 10 reliéfů, glazovaná keramika | Metro A-Flora vestibul |
| Mobil                                  |                                                                                             | Vinohradská 52/1 50°4′48,14″ s. š., 14°25′56,08″ v. d.          | Jiří Novák (1922–2010)                                                       | 1968-1969               | mobilní plastika               | budova bývalého Federálního shromáždění, střecha |
| Nový věk (kopie)                       | Kategorie „Nový věk (Prague)“ na Wikimedia Commons                                          | Vinohradská 52/1 50°4′47,58″ s. š., 14°25′53,81″ v. d.          | Vincenc Makovský (1900–1966)                                                 | 1956–1958; osazeno 1968 | socha, bronz                   | budova bývalého Federálního shromáždění; kopie bronzového sousoší původně pořízeného pro československou expozici světové výstavy Expo 58 v Bruselu a později umístěného před Brněnským výstavištěm |
| Vertikála (Palachův pylon)             | Kategorie „Palachův pylon“ na Wikimedia Commons                                             | Vinohradská 52/1 50°4′48,63″ s. š., 14°25′53,61″ v. d.          | Karel Prager (1923–2001) Miloslav Chlupáč (1920–2008) Antonín Kašpar (*1954) | 1970                    | sloup, ocel                    | budova bývalého Federálního shromáždění, Wilsnova; 17.11.2020 doplněno o původně zamýšlenou plastiku                                                                                                |
| Fontána v budově bývalého Strojimportu |                                                                                             | Vinohradská 2396/184 50°4′40,98″ s. š., 14°28′19,79″ v. d.      | Václav Dolejš (1925–2005)                                                    | 1970–1979               | fontána, bronz                 | Palác Vinohrady |
| Socha dětí v zahradě školky ve Vozové  | Kategorie „Socha dětí v zahradě školky ve Vozové“ na Wikimedia Commons                      | Vozová 2507/2a 50°4′54,28″ s. š., 14°26′26,79″ v. d.            |                                                                              |                         | socha, pískovec                | mateřská škola, zahrada |
| Winton Train                           | Kategorie „Statue of Nicholas Winton in Prague“ na Wikimedia Commons                        | Wilsonova 50°4′56,89″ s. š., 14°26′6,64″ v. d.                  | Flor Kent                                                                    | 2009                    | socha                          | odhaleno 1. září; Hlavní nádraží, nástupiště |
| Památník rozloučení                    | Kategorie „Památník rozloučení“ na Wikimedia Commons                                        | Wilsonova 50°4′58,98″ s. š., 14°26′7,77″ v. d.                  | Jan Huňát Stuart Mason                                                       | 2017                    |                                | odhaleno 27. května; Hlavní nádraží, podchod |